# Theódór Elmar Bjarnason
Theódór Elmar Bjarnason (Reikiavik, 4 de marzo de 1987) es un exfutbolista islandés que jugaba de centrocampista.

## Trayectoria

### Inicios
Antes de unirse al Celtic de Glasgow, Theodor jugó para el KR Reykjavík en Islandia y jugó una temporada para el equipo reserva del club noruego IK Start a los 16 años de edad, pero rechazó una oferta de un contrato profesional con ellos y regresó a Islandia.

### Celtic
Theodor hizo su debut oficial en el último partido de la temporada 2006-07 en un encuentro entre el Celtic y el Hibernian, jugó los 90 minutos del partido en el que fue nombrado mejor jugador por el sitio web Celtic. También estuvo en el banquillo en la victoria 1-0 sobre el Dunfermline en la final de la Copa de Escocia en 2007.

### Lyn Oslo
El 15 de enero de 2008, Theodor firmó por el Lyn Oslo, en un intento de jugar al fútbol más regularmente en el primer equipo de nuevo.

### IFK Göteborg
Como consecuencia de las dificultades económicas graves en el funcionamiento del Lyn, Theodor se trasladó al IFK Göteborg de Suecia el 22 de julio de 2009.

### Randers FC
En el inicio de 2012, Theodor firmó un nuevo contrato con el equipo danés Randers FC. Sin embargo, a causa de una lesión en el arranque de la temporada no fue capaz de jugar los primeros seis meses. Permaneció en el equipo hasta mediados de 2015, para ser transferido al Aarhus GF.

### Pumas Morelos
Entrenó con los Pumas Morelos, filial de Pumas UNAM en 2012. Permaneció unos meses en la Ciudad de México para estudiar español y realizar diversas actividades como becario de la asociación Non Violence. Fue allí cuando disputando torneos universitarios llamó la atención por su físico y nivel. Los administrativos de Pumas los invitaron a entrenar con el primer equipo, pero no le interesó quedarse en México pues su meta era jugar en Europa.

### Aarhus GF
En junio del año 2015 firmó un contrato de dos años con el club danés Aarhus GF.

## Selección nacional
| Selección                    | Año           |
| ---------------------------- | ------------- |
| Selección de Islandia sub-17 | 2007-2009     |
| Selección de Islandia sub-19 | 2007-2009     |
| Selección de Islandia sub-21 | 2009-2012     |
| Islandia                     | 2012-presente |

Fue seleccionado para jugar la Eurocopa 2016 en Francia.

### Participaciones en Eurocopas
| Copa          | Sede    | Resultado        |
| ------------- | ------- | ---------------- |
| Eurocopa 2016 | Francia | Cuartos de final |

### Participaciones en la China Cup
| Copa           | Sede  | Resultado  |
| -------------- | ----- | ---------- |
| China Cup 2017 | China | Subcampeón |

## Clubes
| Club                      | País      | Año       |
| ------------------------- | --------- | --------- |
| KR Reykjavík              | Islandia  | 2003-2004 |
| Celtic F. C.              | Escocia   | 2004-2008 |
| FC Lyn Oslo               | Noruega   | 2008-2009 |
| IFK Göteborg              | Suecia    | 2009-2012 |
| Randers FC                | Dinamarca | 2012-2015 |
| Aarhus GF                 | Dinamarca | 2015-2017 |
| Elazığspor                | Turquía   | 2017-2018 |
| Gazişehir Gaziantep F. K. | Turquía   | 2019      |
| Akhisar Belediyespor      | Turquía   | 2019-2020 |
| Lamia F. C.               | Grecia    | 2021      |
| KR Reykjavík              | Islandia  | 2021-2024 |